# Bristow (Nebraska)
Bristow è un comune degli Stati Uniti d'America, situato nello Stato del Nebraska, nella contea di Boyd.